# Tierra Colorada, Santiago Ixtayutla
Tierra Colorada är en ort i Mexiko.   Den ligger i kommunen Santiago Ixtayutla och delstaten Oaxaca, i den sydöstra delen av landet, 400 km söder om huvudstaden Mexico City. Tierra Colorada ligger 643 meter över havet och antalet invånare är 193.
Terrängen runt Tierra Colorada är kuperad åt nordväst, men åt sydost är den bergig. Runt Tierra Colorada är det ganska glesbefolkat, med 26 invånare per kvadratkilometer. Närmaste större samhälle är Pueblo Viejo, 2,7 km öster om Tierra Colorada. I omgivningarna runt Tierra Colorada växer huvudsakligen savannskog.